# 佩德羅布蘭德
18°34′0″N 70°5′28″W / 18.56667°N 70.09111°W
佩德羅布蘭德（西班牙語：Pedro Brand），是多明尼加共和國的城鎮，位於該國北部，由聖多明哥省負責管轄，面積212.29平方公里，2012年人口103,685，人口密度每平方公里490人。